# Crepidophryne epiotica
Crepidophryne epiotica là một loài cóc trong họ Bufonidae.
Nó được tìm thấy ở Costa Rica và Panama.
Môi trường sống tự nhiên của chúng là các khu rừng vùng núi ẩm nhiệt đới hoặc cận nhiệt đới.